# 科德鲁斯
科德鲁斯（英語：Codrus）。古希腊雅典君主之一。（约公元前1089年至约公元前1068年在位），为爱国主义与自我牺牲精神之代表人物。其继任者成为雅典首任执政官而结束了君主时代。一说其继任者仍为君主而非执政官。史载约公元前11世纪前后，多利安人入侵伯罗奔尼撒半岛，希波忒斯得到神谕预知多利安人将获得胜利。因而科德鲁斯舍身于战斗中，导致君主时代之结束。一说其王位由儿子墨冬所承袭。